# Xylotrechus tetersus
Xylotrechus tetersus là một loài bọ cánh cứng trong họ Cerambycidae.